# Ставропольская площадь
Ставропо́льская площадь — упразднённая площадь Санкт-Петербурга, находившаяся между Ставропольской улицей, Шпалерной улицей и Таврическим переулком.

## История
В справочнике 1836 года обозначена как Благовещенский плац. Была названа по полковой церкви Благовещение Пресвятой Богородицы Конногвардейского полка, находившейся в здании Кикиных палат.
На плане 1849 года обозначена как плац Гарнизонного батальона. На площади проходили парады батальона Гарнизонного полка.
Последнее название было дано в 1872 году по Ставропольской улице, формирующей западную границу площади. Вдоль восточной границы площади проходит Ставропольский переулок (бывший формально безымянным до 2017 года).
16 января 1964 года название было упразднено, хотя площадь существует поныне.